# Hammada
Genre
Hammada  est un genre de plantes de la famille des Amaranthaceae, dont les espèces sont originaires notamment d’Afrique du Nord et du Moyen-Orient.

## Liste d'espèces
Selon NCBI (26 septembre 2020) :
- Hammada articulata (Moqu.) O.Bolos & Vigo
- Hammada eriantha Botsch.
- Hammada griffithii (Moq.) Iljin
- Hammada negevensis Haloxylon negevensis (Iljin & Zohary) L.Boulos
- Hammada schmittiana Haloxylon schmittianum Pomel
- Hammada scoparia Haloxylon scoparium Pomel
- Hammada tamariscifolia Haloxylon tamariscifolium (L.) Pau
- Hammada thomsonii Haloxylon thomsonii Bunge ex Boiss.

Selon The Plant List (26 septembre 2020) :
- Hammada griffithii (Moq.) Iljin
- Hammada leptoclada Iljin
- Hammada wakhanica (Paulsen) Iljin

Selon Tropicos (26 septembre 2020) (Attention liste brute contenant possiblement des synonymes) :
- Hammada articulata O. Bolòs & Vigo
- Hammada eigii
- Hammada elegans Botsch.
- Hammada eriantha Botsch.
- Hammada griffithii (Moq.) Iljin
- Hammada hispanica (Cav.) Botsch.
- Hammada leptoclada Iljin
- Hammada negevensis Iljin & Zohary
- Hammada salicornica (Moq.) Iljin
- Hammada schmittiana
- Hammada scoparia Iljin
- Hammada thomsonii (Bunge) Iljin
- Hammada wakhanica (Paulsen) Iljin